# Chris Baird
Christopher „Chris“ Patrick Baird (* 25. Februar 1982 in Rasharkin, County Antrim) ist ein nordirischer Fußballspieler.

## Vereinskarriere
Baird spielte in seiner Jugend beim nordirischen Klub Ballymena United und wurde im Alter von erst 16 Jahren vom englischen Verein FC Southampton für £100.000 verpflichtet.
Sein Profidebüt gab der Verteidiger am 22. März 2003 als Einwechslung für David Prutton in einem Heimspiel gegen Aston Villa. Sein zweiter Einsatz folgte Anfang Mai 2003, als er im Spiel gegen den FC Arsenal beim Stande von 0:5 nach 26 Minuten eingewechselt wurde (Endstand 1:6). Am folgenden und gleichzeitig letzten Spieltag der Saison 2002/03 stand er beim 1:0-Auswärtserfolg gegen Manchester City in der Startaufstellung ebenso wie eine Woche später im Finale um den FA Cup 2003 gegen Arsenal. Bei der 0:1-Niederlage gegen den Favoriten gehörte Baird zu den besten Spielern seiner Mannschaft.
In der folgenden Saison wurde er zweimal kurzzeitig ausgeliehen, zunächst von Ende September bis November 2003 an den FC Walsall, anschließend zwischen März und Mai 2004 an den FC Watford. Bei beiden Klubs stand Baird in der Stammelf. In der Spielzeit 2004/05 kam Baird zu keinem Pflichtspieleinsatz für Southampton und stieg mit dem Klub aus der Premier League in die Football League Championship ab. Dort konnte er sich erst zur Hälfte der Saison wieder in die Mannschaft spielen und kam gegen Ende der Saison häufiger zu Einsätzen. In der Saison 2006/07 war Baird Stammspieler und erreichte mit dem Klub die Aufstieg-Play-Offs. Dort unterlag der Verein in der ersten Runde Derby County nach Elfmeterschießen. Von den Fans der Saints wurde er mit großem Vorsprung zum Spieler der Saison gewählt.
Zur neuen Saison wurde er vom Erstligisten FC Fulham verpflichtet, bei denen mit Lawrie Sanchez der vormalige Nationaltrainer Nordirlands den Managerposten besetzte. Dieser holte neben Baird mit Steven Davis, David Healy und Aaron Hughes drei weitere nordirische Nationalspieler. Fulham zahlte für den Verteidiger eine Ablöse von 3,025 Millionen Pfund. Nachdem er in der Hinrunde noch zumeist in der Startformation stand, verlor er seinen Platz im Team nach der Entlassung von Sanchez im Dezember 2007 und kam danach unter dem neuen Trainer Roy Hodgson nur noch selten zum Einsatz.

### Nationalmannschaft
Baird debütierte am 3. Juni 2003 im Auswärtsspiel gegen Italien in der nordirischen Nationalmannschaft. Seitdem ist er Stammspieler in der nordirischen Defensive und absolvierte einen Großteil der Pflichtspiele in den Qualifikationen zur Euro 2004 und 2008 und die Weltmeisterschaft 2006 und Weltmeisterschaft 2010. Bei der Qualifikation für die Fußball-Europameisterschaft 2016 in Frankreich, in der sich Nordirland erstmals während seiner Karriere für ein großes Turnier qualifizieren konnte, absolvierte er 9 der 10 Spiele und wurde danach ins Aufgebot Nordirlands aufgenommen. Das erste Spiel gegen Polen bestritt er in der Startaufstellung und wurde in der Schlussviertelstunde ausgewechselt. Es blieb sein einziger Einsatz im Team, das bis ins Achtelfinale kam. Im August 2016 verkündete er seinen Rücktritt aus der Nationalmannschaft nach insgesamt 79 Länderspielen.